# 657 Gunlöd
A 657 Gunlöd egy a Naprendszer kisbolygói közül, amit August Kopff fedezett fel 1908. január 23-án.